# Campionati oceaniani di nuoto
I campionati oceaniani di nuoto sono una competizione di sport acquatici riservati a nazioni dell'Oceania.
La manifestazione è organizzata dalla OSA e attualmente si tiene ogni due anni. Le competizioni si tengono in vasca lunga.

## Edizioni
| Anno | Edizione | Sede                                                                     | Paese              | Periodo              |
| ---- | -------- | ------------------------------------------------------------------------ | ------------------ | -------------------- |
| 1993 | I        | Numea                                                                    | Nuova Caledonia    |                      |
| 1997 | II       | Brisbane                                                                 | Australia          |                      |
| 2000 | III      | Christchurch                                                             | Nuova Zelanda      | 21-24 giugno         |
| 2002 | IV       | Numea                                                                    | Nuova Caledonia    | 9-16 giugno          |
| 2004 | V        | Suva                                                                     | Figi               | 15-19 maggio         |
| 2006 | VI       | Cairns (nuoto) Palm Cove (nuoto di fondo) Brisbane (nuoto sincronizzato) | Australia          | 7-16 luglio          |
| 2008 | VII      | Christchurch                                                             | Nuova Zelanda      | 5-8 giugno           |
| 2010 | VIII     | Apia                                                                     | Samoa              | 21-27 giugno         |
| 2012 | IX       | Numea                                                                    | Nuova Caledonia    | 28 maggio - 2 giugno |
| 2014 | X        | Auckland                                                                 | Nuova Zelanda      | 20-23 maggio         |
| 2016 | XI       | Suva                                                                     | Figi               | 21-26 giugno         |
| 2018 | XII      | Port Moresby                                                             | Papua Nuova Guinea | 24-29 giugno         |